# 瓦莱丽·亚当斯
華娜莉·阿當絲女爵士，DNZM，前稱華娜莉·維莉（Valerie Vili），1984年10月6日—），新西兰女子鉛球手。阿當絲曾兩度贏得奧運女子鉛球金牌及四度贏得世錦賽鉛球金牌，是當代女子鉛球界頂尖選手。她的弟弟史蒂文·亚当斯（Steven Adams）是一名職業籃球員，效力NBA隊伍休士頓火箭隊。
2016年以20.42米获得里约奥运会女子铅球银牌。
2021年獲得東京奧運女子鉛球銅牌。